# Detlef Krause

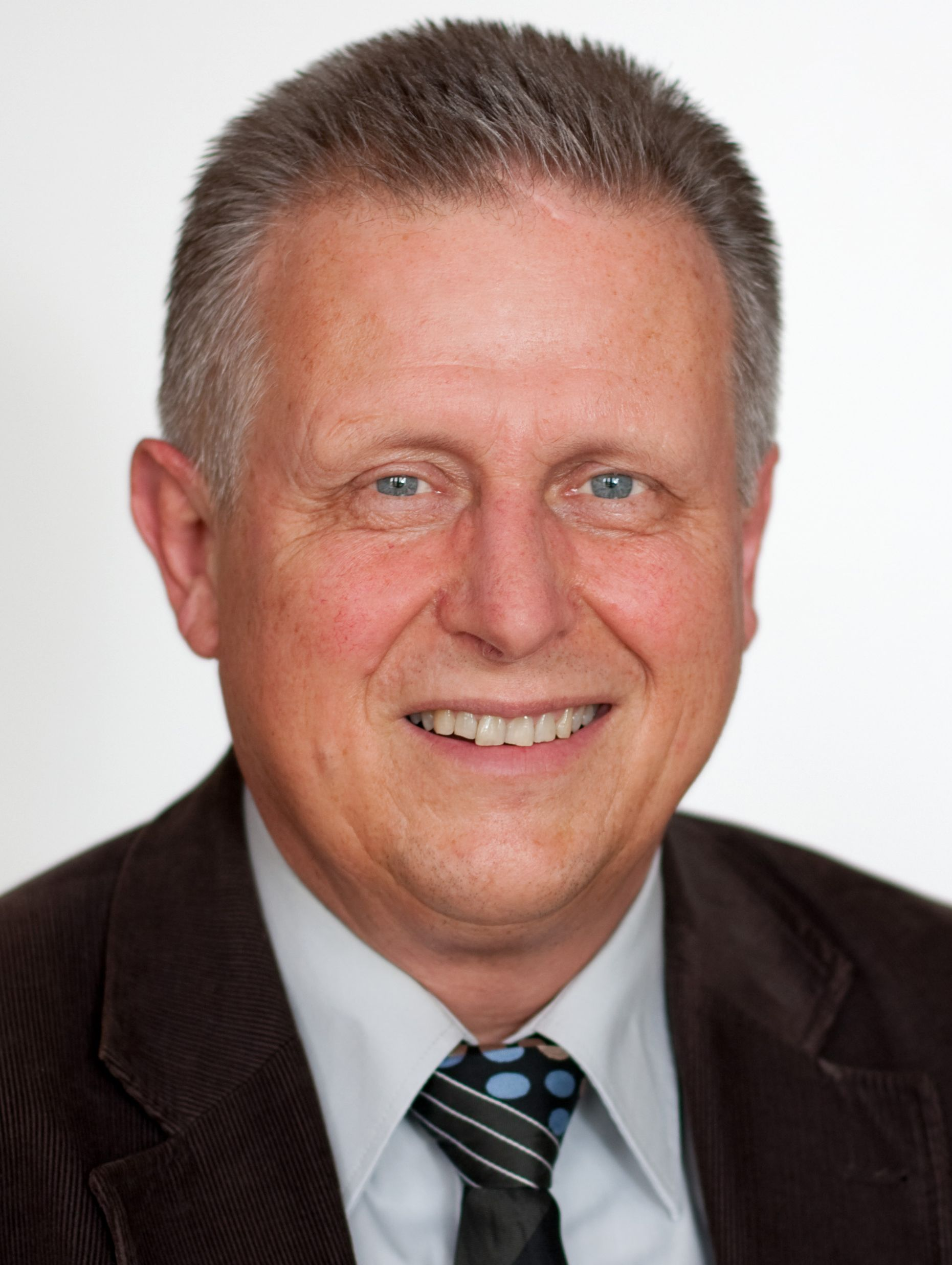
Detlef Krause im Jahr 2010

Detlef Krause (* 13. September 1952 in Engelbostel bei Hannover) ist ein deutscher Missionar, evangelikaler Theologe, Pfarrer der Württembergischen Landeskirche und war von 2003 bis 2017 Direktor der Liebenzeller Mission.

## Leben und Wirken
Krause wuchs mit seinen zwei älteren Brüdern in Engelbostel auf. Als Flüchtlinge zogen sein Vater aus Schlesien und seine Mutter aus Pommern nach Hannover. Nach der Scheidung seiner Eltern kam er zunächst in ein Kinderheim nach Hannover und im Alter von zehn Jahren zu Pflegeeltern nach Völksen. Nach Abschluss der Mittleren Reife, einer Gärtnerlehre in Hameln und der Erlangung der Fachhochschulreife war er über den Deutschen Entwicklungsdienst zwei Jahre lang als Entwicklungshelfer in Puno, Peru tätig. Von 1975 bis 1980 absolvierte er ein Theologiestudium am Theologischen Seminar der Liebenzeller Mission. Als Missionar arbeitete er ab 1981 auf Manus (Papua-Neuguinea), wo er 1982 heiratete. Teil seiner missionarischen Gemeindearbeit war der Aufbau eines Gemeindebezirkes sowie Aufbau und Leitung der theologischen Ausbildungsstätte Maria Molnar Bible Training Center. Er wurde Bereichs-Teamleiter der Liebenzeller Missionare und Berater der Evangelical Church of Manus (ECOM). 1992 schloss er sein Studium an der Biola University, einer privaten christlichen Hochschule im US-Bundesstaat Kalifornien als MA für Intercultural Studies erfolgreich ab. Ab 1995 leitete er als Missionsdirektor in Nachfolge von Ernst Vatter die Auslandsarbeit in der Zentrale der Liebenzeller Mission in Bad Liebenzell und löste 2003 Hanspeter Wolfsberger als deren Direktor ab. Seine Einführung geschah im Rahmen des Pfingstmissionsfestes, wo ihm der Bischof der württembergischen Landeskirche, Gerhard Maier, zugleich den Pfarrertitel verlieh. Dieses Amt hatte er bis Dezember 2017 inne. Von 1995 bis 2008 war er als Dozent für Missiologie am Theologischen Seminar der Liebenzeller Mission tätig. Bis 2017 war er Leiter der dortigen Missionsberg-Gemeinde.
Krause warb für ein verändertes Missionsverständnis. Ihm zufolge habe Mission nichts mit sektiererischen Expansionsgelüsten von Christen zu tun. „Mission bedeute, Menschen zum persönlichen Glauben an Jesus Christus zu rufen. Und das sei auch in Deutschland nötig. Unverändert sei, dass Mission immer auch eine diakonische und gesellschaftliche Komponente habe. Missionare setzten sich bis heute für bessere Lebensbedingungen ein. Allerdings müsse bei jedem Engagement das Motiv der Handelnden deutlich bleiben, nämlich die Weitergabe der Liebe Gottes“.
Er war bis zu seinem Ruhestand 2017 im Vorstand des Gnadauer Gemeinschaftsverbandes, ab 2014 Vorsitzender von Hilfe für Brüder, Mitglied des Verbandskomitees des Liebenzeller Gemeinschaftsverbandes, und ein gefragter Referent vieler Konferenzen und Tagungen wie der Christustag oder die Jugendkonferenz für Weltmission.
Krause war im März 2014 zu einem Spitzengespräch mit Ministerpräsident Winfried Kretschmann zum umstrittenen baden-württembergischen Bildungsplan 2015 geladen, wo er sich zusammen mit weiteren Kirchenvertretern wie Steffen Kern, Hartmut Steeb, des EKD-Ratsmitgliedes Tabea Dölker, dem Vorsitzenden des Hauptausschusses der badischen Landessynode, Pfarrer Theo Breisacher, Pfarrer Gerrit Hohage von der badischen ChristusBewegung, dem damaligen Rektor des Albrecht-Bengel-Hauses, Rolf Sons, dem Direktor des Christlichen Gästezentrums Schönblick, Martin Scheuermann und dem Leiter des Friedrich-Hauß-Studienzentrums, Pfarrer Udo Zansinger für eine Überarbeitung des derzeitigen Arbeitspapieres einsetzte. Er ermutigt, sich der Erklärung „Für Freiheit und Selbstbestimmung“ anzuschließen, und auf Angriffe zu reagieren, die Christen auf verfassungsrechtlich garantierte Freiheiten zu beschneiden versuchen.
Von September 2020 bis September 2022 war Krause Vorsitzender des Süddeutschen Gemeinschaftsverbands.

## Privates
Detlef Krause ist verheiratet mit Beate. Das Paar hat vier Söhne und wohnt im Ruhestand in Maisenbach (Bad Liebenzell).

## Veröffentlichungen
- mit Karl Kalmbach: Verschlungene Wege in Papua: wie Gott Geschichte schreibt. Erlebnisberichte von Missionaren in Papua-Neuguinea (1955–2011), SCM Hänssler, Holzgerlingen 2011, ISBN 978-3-7751-5339-3.[22]
- Mitautor: Leuchtstoff 2: 62 Andachten zu den Jahreslosungen 1939–2000, Born-Verlag 2010, ISBN 978-3-87092-497-3.